# Marth (Mondkrater)
Marth ist ein Einschlagkrater im Südwesten der Mondvorderseite in der Ebene des Palus Epidemiarum, südwestlich des Kraters Mercator, nahe den Rimae Ramsden.
Der kleine Krater weist einen doppelten Wall auf, indem sich ein etwas kleinerer innerer Krater genau im Zentrum des äußeren Kraters befindet.
| Buchstabe | Position           | Durchmesser | Link |
| --------- | ------------------ | ----------- | ---- |
| K         | 29,97° S, 28,84° W | 3 km        |      |

Der Krater wurde 1935 von der IAU nach dem deutschen Astronomen Albert Marth offiziell benannt.

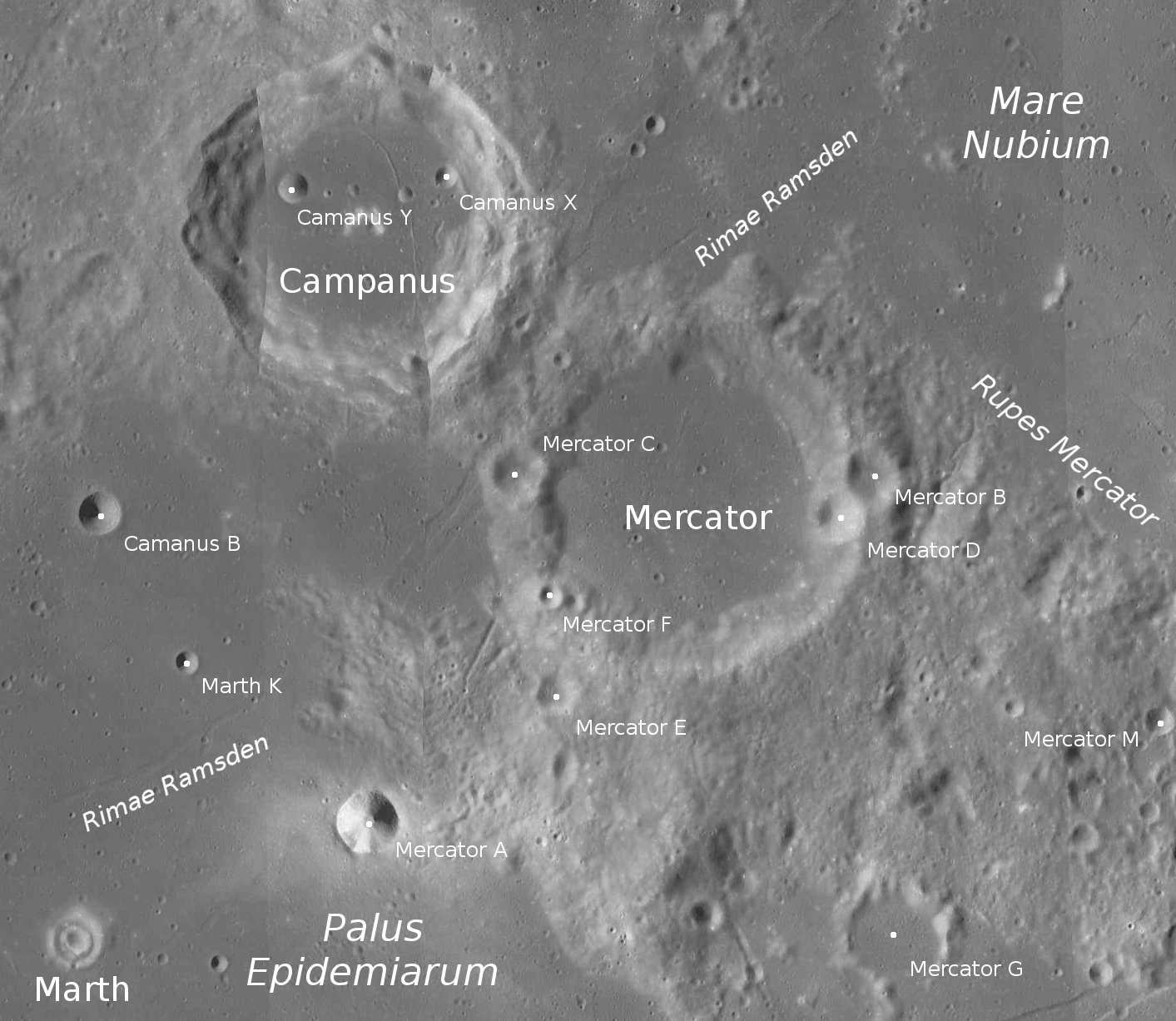
Marth (unten links) und Umgebung (LROC-WAC)